# Замок Карлсбург
Замок Карлсбург (нем. Schloss Karlsburg) — резиденция правителей Баденского дома в некогда городе Дурлахе, а ныне одном из районов города Карлсруэ в немецкой земле Баден-Вюртемберг.

## История
Маркграф Карл II, резиденция которого находилась в Пфорцхайме, решил расширить существующую средневековую постройку в Дурлахе, превратив её в замок и перенести свою резиденцию туда. Его наследники расширяли замок, до тех пор пока французские войска, посланные французским королём Людовиком XIV во время войны за Пфальцское наследство не испепелили Дурлах и Карлсбург в 1689 году. Лишь 5 или 6 жилых домов города Дурлаха уцелели от огня, а от Карлсбурга сохранились только покои принцессы (нем. Prinzessenbau). В 1682 году в замке увидела свет Альбертина Фридерика — бабушка императрицы Екатерины II.
Продолжающиеся разрушения и грабежи снова и снова разоряли беззащитных жителей Дурлаха в то время, до тех пор пока война не закончилась в 1697 году. Находившийся в изгнании в Базеле маркграф Фридрих VII возвратился в 1698 году и в первой половине 1699 года начал восстановление замка Карлсбург. Грандиозные планы по восстановлению замка, планируемые в период полной послевоенной нищеты и других последствий военных разрушений привели к спорам с горожанами, которые отказывали в поддержке. В 1703 году работа была наконец остановлена, лишь после того, как 2 замковых крыла были закончены и заняты семьей маркграфа.
Сын и наследник маркграфа Карл III Вильгельм решил в 1715 году перенести свою резиденцию из Дурлаха в новый дворец, основав город Карлсруэ и положив конец спорам об этом со своей женой Магдаленой Вильгельминой и горожанами Дурлаха. Двор в 1718 году переехал в новый дворец Карлсруэ. Лишь маркграфиня оставалась в Карлсбурге до самой смерти в 1743 году. Даже в конце XVIII века маркграфы регулярно выезжали со всем двором в Дурлах. Вот как об этом рассказывает русский путешественник того времени, приехавший на переговоры о замужестве Луизы Баденской с цесаревичем Александром Павловичем:

На другой день принц Фредерик пригласил нас к себе на обед в Дурлах. Аллея, ведущая из Карлсруэ к сему замку, считается единственною в Европе: дорога на расстоянии 2 1/2 немецких миль, или 18 верст наших, обсажена по обеим сторонам в два ряда вековечными, величественными пирамидальными тополями. Француз затеял играть шарады на театре, сделанном на воздухе; кулисы оного были из стриженных шпалер, и день кончился маленькими играми. Мне случилось хоронить папу с принцессою Луизою; я ничего не видывал прелестнее и воздушнее её талии, ловкости и приятности в манерах.

## Музеи
Сегодня в помещениях замка размещены:
- Музей Пфинцгау (нем. Pfinzgaumuseum) — история независимого маркграфства Дурлах и резиденции маркграфов Бадена, развитие сельского хозяйства, торговли и индустрии[2].
- Карпатский музей (нем. Karpatenmuseum) — история, культура, обычаи и традиции немцев в Словакии и соседних с ней территорий